# Svazek obcí údolí Desné
Svazek obcí údolí Desné je dobrovolný svazek obcí dle zákona o obcích v okresu Šumperk, jeho sídlem je Rapotín a jeho cílem je zprovoznění železniční trati zničené povodní v r. 1997. Současné zaměření je zabezpečení dopravní obslužnosti, ostatní společné aktivity členských obcí v oblastech cestovního ruchu, školství a občanské vybavenosti. Sdružuje celkem 9 obcí a byl založen v roce 1997.

## Obce sdružené v mikroregionu
- Hraběšice
- Loučná nad Desnou
- Petrov nad Desnou
- Rapotín
- Rejchartice
- Sobotín
- Velké Losiny
- Vernířovice
- Vikýřovice